# Inval-Boiron

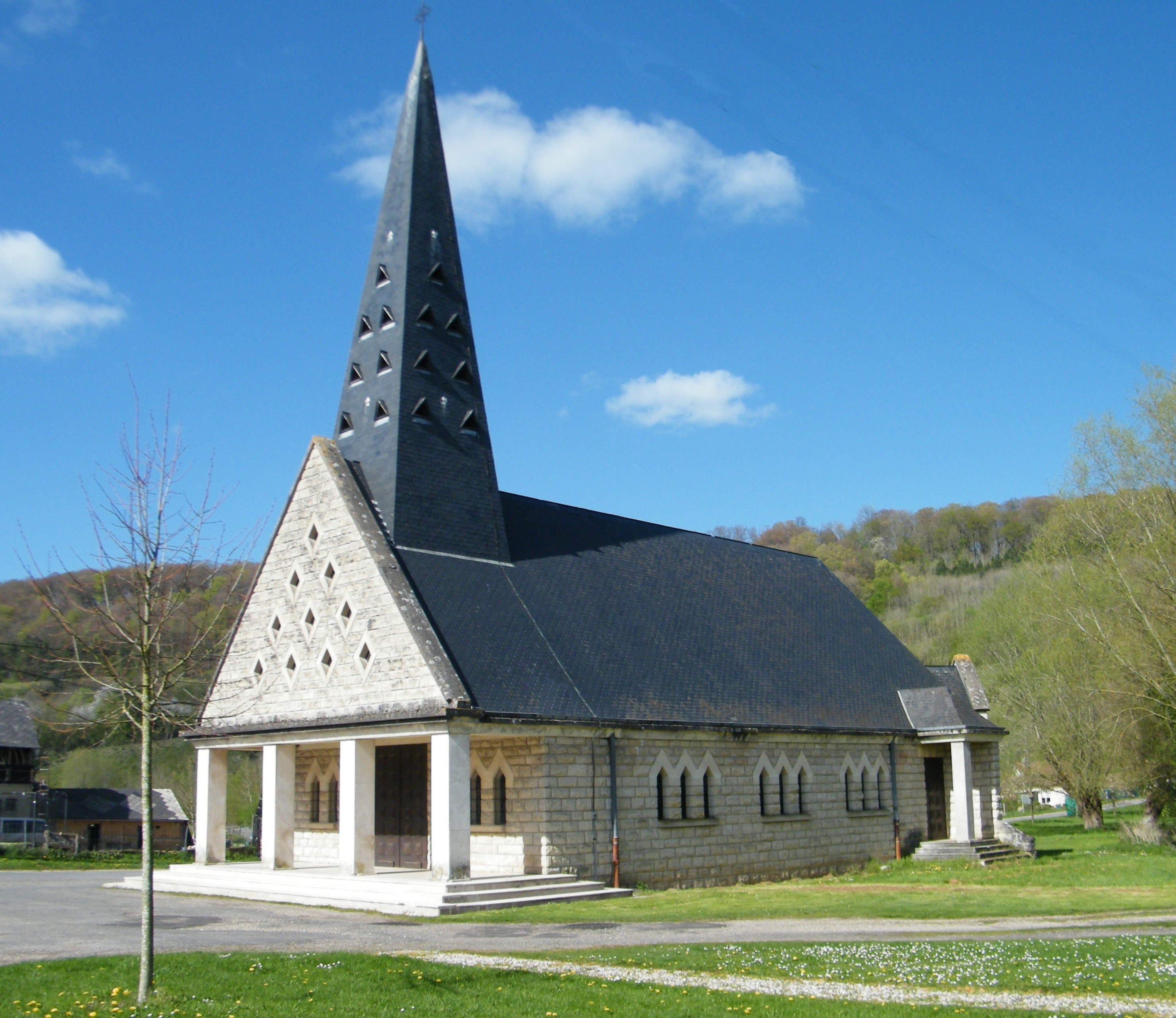
Kerk

Inval-Boiron is een gemeente in het Franse departement Somme (regio Hauts-de-France) en telt 92 inwoners (2009). De plaats maakt deel uit van het arrondissement Amiens.

## Geografie
De oppervlakte van Inval-Boiron bedraagt 3,3 km², de bevolkingsdichtheid is dus 27,9 inwoners per km².
De onderstaande kaart toont de ligging van Inval-Boiron met de belangrijkste infrastructuur en aangrenzende gemeenten.

## Demografie
Onderstaande figuur toont het verloop van het inwonertal (bron: INSEE-tellingen).

## Boerin in Frankrijk
In 1947 emigreerde boerin Wil den Hollander-Bronder met haar echtgenoot en zoon van Nieuw-Beijerland naar Inval-Boiron. Over haar leven als boerin in Frankrijk schreef ze een aantal boeken. In 1973 werd door de NCRV een op haar boeken gebaseerde televisieserie uitgezonden, Boerin in Frankrijk. De buitenopnamen voor de serie werden deels in het dorp gemaakt.